# Susanne Sundfør
Susanne Aartun Sundfør (født 19. marts 1986 i Haugesund) er en norsk musiker og sangerinde. Sundførs debutalbum Susanne Sundfør udkom i 2007, og dette nåede tredjepladsen på den norske albumhitliste. Herefter udgav sangerinden en live-udgave af debutalbummet. Susannes Sundførs andet studiealbum The Brothel udkom i 2010 og blev modtaget positivt i Norge, hvor albummet lå nummer et og var årets bedste sælgende album. Med The Brothel gik Sundfør fra klaverbåret til mere elektronisk musik. Året efter, i 2011, udgav sangerinden et instrumental live-album udelukkende med synthesizers.
Susannes Sundfør toppede endnu en gang den norske albumhitliste Sundførs tredje studiealbum The Silicone Veil, der også modtog store roser fra de norske musikanmeldere. 2015 var året, hvor Sundfør slog igennem på den internationale musikscene. Dette skete med albummet Ten Love Songs, der bærer præg af Dance pop-genren. Også denne gang hittede sangerindens album. To år senere udgav Susanne Sundfør sit foreløbige seneste album Music for People in Trouble, men her bevægede nordmanden sig tilbage til hvor hun musikalsk startede. Folk-albummet nåede ligeledes til tops på hitlisterne, hvilket gjorde det til det fjerde album i streg, som har ligget nummer et.
Susanne Sundfør har også komponeret musik til to film og en dokumentar, og så har sangerinden sunget på den franske electronica-duo M83s titelsang til Sci-fi-filmen Oblivion, der har Tom Cruise og Morgan Freeman på rollelisten

## Diskografi

### Studiealbums
| Titel                                                                             | Albumdetaljer                                                                                | Højeste hitlisteplacering | Højeste hitlisteplacering | Højeste hitlisteplacering |
| Titel                                                                             | Albumdetaljer                                                                                | NOR                       | SWE                       | UK                        |
| --------------------------------------------------------------------------------- | -------------------------------------------------------------------------------------------- | ------------------------- | ------------------------- | ------------------------- |
| Susanne Sundfør                                                                   | - Udgivet: 19 March 2007 - Pladeselskab: Your Favourite Music, Warner Norway - Format: CD    | 3                         | —                         | —                         |
| The Brothel                                                                       | - Udgivet: 12 March 2010 - Pladeselskab: EMI Norway - Format: CD, LP, digital download       | 1                         | —                         | —                         |
| The Silicone Veil                                                                 | - Udgivet: 23 March 2012 - Pladeselskab: EMI Norway - Format: CD, LP, digital download       | 1                         | —                         | —                         |
| Ten Love Songs                                                                    | - Udgivet: 16 February 2015 - Pladeselskab: Warner Norway - Format: CD, LP, digital download | 1                         | 47                        | 78                        |
| Music for People in Trouble                                                       | - Udgivet: 8 September 2017 - Pladeselskab: Bella Union - Format: CD, LP, digital download   | 1                         | —                         | 93                        |
| "—" denotes a recording that did not chart or was not released in that territory. |                                                                                              |                           |                           |                           |

### Livealbums
| Titel                                                                             | Albumdetaljer                                                                                | Højeste hitlisteplacering | Højeste hitlisteplacering | Højeste hitlisteplacering |
| Titel                                                                             | Albumdetaljer                                                                                | NOR                       | SWE                       | UK                        |
| --------------------------------------------------------------------------------- | -------------------------------------------------------------------------------------------- | ------------------------- | ------------------------- | ------------------------- |
| Take One                                                                          | - Udgivet: 10 March 2008 - Pladeselskab: Your Favourite Music - Format: CD, digital download | 32                        | —                         | —                         |
| A Night at Salle Pleyel                                                           | - Udgivet: 18 November 2011 - Pladeselskab: EMI Norway - Format: CD, LP, digital download    | —                         | —                         | —                         |
| Live From the Barbican                                                            | - Udgivet: 29 November 2019 - Format: CD, LP, digital download                               | —                         | —                         | —                         |
| "—" denotes a recording that did not chart or was not released in that territory. |                                                                                              |                           |                           |                           |

### EP'er
| Titel                                                                             | EP-detaljer                                                                        | Højeste hitlisteplacering | Højeste hitlisteplacering | Højeste hitlisteplacering |
| Titel                                                                             | EP-detaljer                                                                        | NOR                       | SWE                       | UK                        |
| --------------------------------------------------------------------------------- | ---------------------------------------------------------------------------------- | ------------------------- | ------------------------- | ------------------------- |
| Self Portrait Original Soundtrack - EP                                            | - Udgivet: 10 January 2020 - Pladeselskab: Bella Union - Formats: Digital download | —                         | —                         | —                         |
| "—" denotes a recording that did not chart or was not released in that territory. |                                                                                    |                           |                           |                           |

### Singler

#### Som primær kunstner
| Titel                                                                             | År   | Højeste hitlisteplacering | Album                                  |
| Titel                                                                             | År   | NOR                       | Album                                  |
| --------------------------------------------------------------------------------- | ---- | ------------------------- | -------------------------------------- |
| "Walls"                                                                           | 2006 | 3                         | Susanne Sundfør                        |
| "The Brothel"                                                                     | 2010 | 2                         | The Brothel                            |
| "It's All Gone Tomorrow"                                                          | 2010 | —                         | The Brothel                            |
| "Turkish Delight"                                                                 | 2011 | —                         | The Brothel                            |
| "White Foxes"                                                                     | 2012 | 19                        | The Silicone Veil                      |
| "The Silicone Veil"                                                               | 2012 | —                         | The Silicone Veil                      |
| "Fade Away"                                                                       | 2014 | 25                        | Ten Love Songs                         |
| "Delirious"                                                                       | 2015 | —                         | Ten Love Songs                         |
| "Kamikaze"                                                                        | 2015 | —                         | Ten Love Songs                         |
| "Accelerate"                                                                      | 2015 | —                         | Ten Love Songs                         |
| "Undercover"                                                                      | 2017 | —                         | Music for People in Trouble            |
| "Mountaineers" (featuring John Grant)                                             | 2017 | —                         | Music for People in Trouble            |
| "When The Lord" (feat. ZAAD)                                                      | 2020 | —                         | Self Portrait Original Soundtrack - EP |
| "—" denotes a recording that did not chart or was not released in that territory. |      |                           |                                        |

#### Som featuring kunstner
| Titel                                                                             | År   | Højeste hitlisteplacering | Højeste hitlisteplacering | Album                                        |
| Titel                                                                             | År   | NOR                       | DEN                       | Album                                        |
| --------------------------------------------------------------------------------- | ---- | ------------------------- | ------------------------- | -------------------------------------------- |
| "Sister to All" (Real Ones featuring Susanne Sundfør)                             | 2010 | —                         | —                         | First Night on Earth                         |
| "Kapitulera" (Timbuktu featuring Susanne Sundfør)                                 | 2011 | 12                        | —                         | Sagolandet                                   |
| "Away" (Morten Myklebust featuring Susanne Sundfør)                               | 2012 | —                         | —                         | Morten Myklebust                             |
| "Oblivion" (M83 featuring Susanne Sundfør)                                        | 2013 | —                         | —                         | Oblivion: Original Motion Picture Soundtrack |
| "Death Hanging" (Susanna featuring Susanne Sundfør)                               | 2013 | —                         | —                         | non-album single                             |
| "Running to the Sea" (Röyksopp featuring Susanne Sundfør)                         | 2014 | 14                        | 10                        | The Inevitable End                           |
| "Let Me In" (Kleerup featuring Susanne Sundfør)                                   | 2014 | —                         | —                         | As If We Never Won                           |
| "Never Ever" (Röyksopp featuring Susanne Sundfør)                                 | 2016 | 22                        | —                         | non-album single                             |
| "—" denotes a recording that did not chart or was not released in that territory. |      |                           |                           |                                              |

### Gæsteoptræden
| Titel                                | År   | Andre kunstnere                       | Album                                      |
| ------------------------------------ | ---- | ------------------------------------- | ------------------------------------------ |
| "Ingen Vinner Frem Til Den Evige Ro" | 2008 | Mette-Marit, Crown Princess of Norway | Sorgen og gleden                           |
| "Baboon Moon"                        | 2011 | Nils Petter Molvær                    | Baboon Moon                                |
| "Ice Machine"                        | 2013 | Röyksopp                              | Late Night Tales: Röyksopp                 |
| "Save Me"                            | 2014 | Röyksopp                              | The Inevitable End                         |
| "For the Kids"                       | 2016 | M83                                   | Junk                                       |
| "Tobacco Road"                       | 2019 | Mercury Rev                           | Bobbie Gentry's The Delta Sweete Revisited |